# Mateh Yehuda
Le conseil régional de Mateh Yehuda est le seul conseil régional du district de Jérusalem. Il regroupe 57 localités israéliennes. C'est le conseil régional regroupant le plus grand nombre de localités d'Israël. Il tire son nom du Tanakh puisque l'essentiel des terres du conseil régional se trouvent dans le territoire de la tribu de Juda. Son emblème est le lion.
Il s'étend sur 520 km2. Il a été créé en juin 1964 par le regroupement de 4 conseils régionaux plus petits. En 2007, sa population s'élevait à 36 200 habitants.

## Lieux et communautés
Le conseil régional administre les moshavim, les kibbutzim, les villages arabes et autres localités rurales dans le corridor de Jérusalem, au nord et au sud de l'autoroute de Jérusalem-Tel Aviv (A1) , de  Jérusalem à Latroun et jusqu'à la zone de Beit Shemesh (vallée d'Elah) dans le Sud.
Les localités varient considérablement dans leur caractère. Il y a des communautés religieuses, laïques et mixtes juifs, deux communautés arabes, et le seul village mixte judéo-arabe en Israël: Neve Shalom. La plupart des communautés juives dans le district de Mateh Yehuda ont été créées par des immigrants d'Inde, du Yémen, d'Irak, d'Iran et de pays d'Europe de l'Est.

### Liste des villages
- Kibbutzim
  - Harel · Kiryat Anavim · Ma'ale HaHamisha · Nahshon · Netiv HaLamed-Heh · Ramat Rachel · Tzora · Tzova
- Moshavim
  - Aderet · Agur · Aminadav · Aviezer · Bar Giora · Beit Zeit · Beit Meir · Beit Nekofa · Bekoa · Eshtaol · Even Sapir · Gefen · Givat Ye'arim · Givat Yeshayahu · Kfar Uria · Kisalon · Luzit · Mevo Beitar · Mata · Mahsia · Mesilat Zion · Naham · Nehusha · Nes Harim · Neve Ilan · Neve Michael · Ora · Ramat Raziel · Sdot Micha · Sho'eva · Shoresh · Ta'oz · Tal Shahar · Tarum · Tirosh · Tzafririm · Tzelafon · Yad HaShmona · Yish'i · Zanoah · Zekharia
- Colonies communautaires
  - Nataf · Srigim · Tzur Hadassah
- Villages juifs
  - Gizo · Motza Illit
- Villages arabes
  - Ein Naqquba · Ein Rafa
- Village arabo-juif
  - Neve Shalom
- Autres colonies
  - Deir Rafat · Ecole d'agriculture d'Ein Kerem · Eitanim · Givat Shemesh · Kfar Zoharim · Village de jeunesse de Kiryat Ye'arim · Yedida

## Relations internationales

### Jumelage
Le conseil régional de Mateh Yehuda est jumelée, par des accords de partenariat, avec les villes suivantes :
- - Vantaa, Finlande
- - Wurtzbourg, Bavière, Allemagne
- - Nümbrecht, Rhénanie-du-Nord-Westphalie, Allemagne

Le conseil régional et Beit Shemesh ont des liens avec l'Afrique du Sud et Washington, D.C. avec le programme Partnership 2gether de l'Agence juive por Israël.